# O původu a dějinách Slovanů

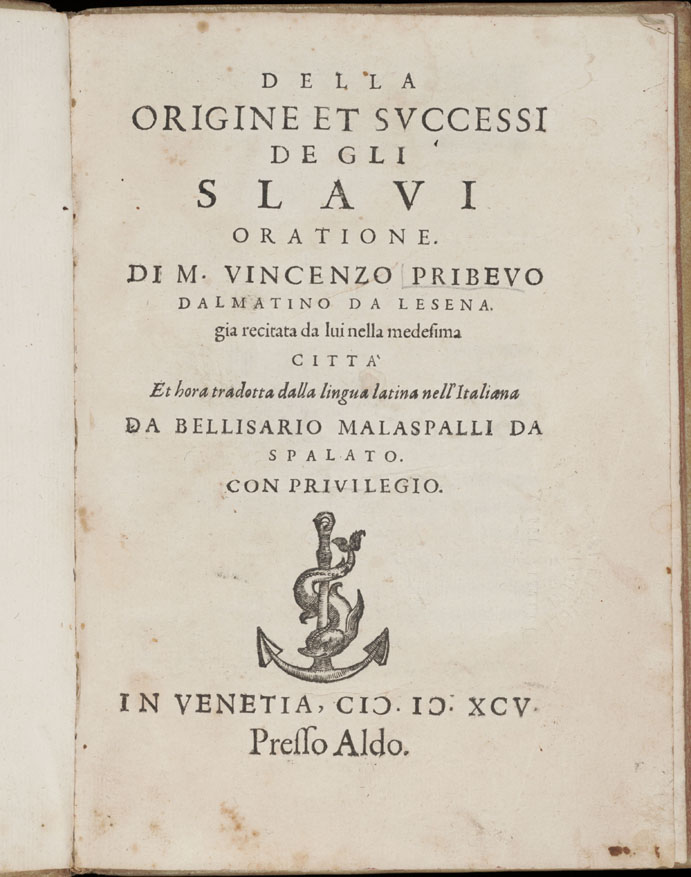
Úvodní stránka spisu

O původu a dějinách Slovanů (latinsky De origine successibusque Slavorum) je renesanční spis Vinka Pribojeviće z první poloviny 16. století. Jedná se o zápis Pribojevićova proslovu, který pronesl na ostrově Hvar roku 1525 a který vyšel později za benátského přispění v roce 1532 v dnešní Itálii.
Autor se v něm pokoušel vyzdvihnout hrdinské činy Slovanů, které jsou na stejné úrovni, jako je tomu v případě jiných národů a říší, nicméně v případě Slovanů neexistoval nikdo, kdo by takové události zaznamenal (což se svým dílem pokoušel Pribijević napravit). Mnohé historické nepřesnosti (ke Slovanům řadilo i celou řadu papežů, nebo například také Aristotela)[zdroj?], jakož i připisování až přehnaně historických zásluh Slovanům a Slovanstvu, jsou typickým rysem spisu; v chorvatském prostoru však byl Pribojević prvním člověkem, který se stal propagátorem myšlenky, že Slované jsou jeden národ (panslavismu).
Celé dílo je rozděleno na tři části: První se věnuje původu Slovanů (který Pribojević odvozuje až z biblických časů), druhá se soustředí na popis Dalmácie a jejích dějin a třetí pak pojednává o jeho domovském ostrově Hvaru.
V pozdějších letech se tak s jeho – ve své době docela populárním – seznámili mnozí další chorvatští pisatelé, včetně například Mavra Orbiniho (s dílem Království Slovanů), či Juraje Križaniće.